# Мильтон в русской простонародной культуре XVIII—XIX веков
Произведения Мильтона заинтересовали русских литераторов ещё в первой половине XVIII века, первый прозаический перевод был выполнен ещё в 1745 году и распространялся в рукописях. Прозаический перевод, опубликованный в 1780 году быстро стал достоянием простонародной русской культуры и лубочной письменности; до конца XIX века он являлся частью литературного обихода грамотного русского крестьянства и мещанства, воспринимаясь в контексте благочестивого чтения как ещё одно изложение священной истории Ветхого и Нового Завета.

## Культурная ситуация в России XVIII—XIX веков и лубочная литература

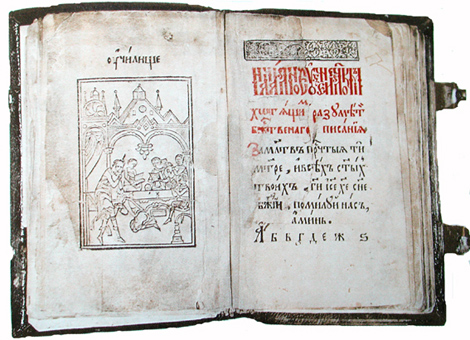
Букварь Бурцова 1637 года, наиболее распространённый в обучении церковнославянской грамоте

В России на всём протяжении XVIII—XIX веков лубочная письменность играла роль массовой литературы, из которой грамотные крестьяне и мещане черпали информацию об окружающем мире. При этом большую роль играло соединение изображения и текста, которое отвечало эстетическим и познавательным потребностям читательской аудитории лубка. Существовали лубки, являющиеся переработкой газетных текстов, произведений русской классической и древнерусской литературы, переводных новелл; многие жанры письменности XVIII—XIX веков имели аналог в лубке. В лубочном варианте встречаются заметки из русских газет, переработка текстов Священного Писания, тексты русской классической литературы, например ломоносовское переложение первого псалма или даже пушкинская «Сказка о попе и его работнике Балде».
До массового приобщения населения к городской культуре в России в крестьянской среде существовала большая традиция домашнего обучения грамотности на церковнославянских духовных текстах; буквари XVII века переиздавались в течение двухсот лет. Принципиальное отличие культурной ситуации середины XIX века от современной заключается в том, что крестьяне — подавляющее большинство
населения страны — испытывали при чтении произведений русской классической литературы серьезные языковые трудности. Литературным русским языком владели только лица, получившие образование не ниже среднего. Круг чтения грамотного крестьянина во второй половине XIX века принципиально отличался от круга чтения дворянства и интеллигенции. Представление о круге чтения именно крестьян можно почерпнуть из данных этнографических обследований последней четверти XIX века.

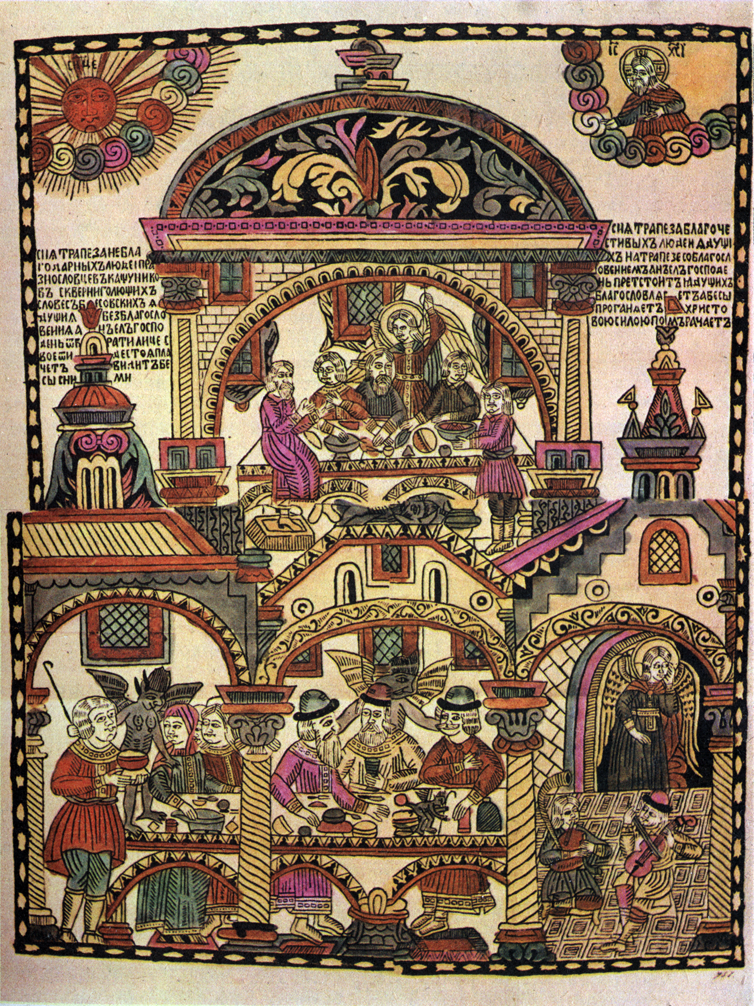
Лубок «Трапеза благочестивых и нечестивых»

Судя по материалам обследования, проведённого Этнографическим бюро князя В. Н. Тенишева, книги религиозного содержания в крестьянской среде абсолютно преобладали над светскими сочинениями; при этом духовное чтение не считалось пустым времяпрепровождением. В материалах по Суздальскому уезду Владимирской губернии содержится следующая сентенция:

В грамотной семье имеются книги для церковного богослужения: Псалтырь, Святцы, Часовник, Жития святых, реже можно встретить Евангелие, иметь которое крестьяне считают даже неприличным. Поскольку оно лежит на св. Престоле, то касаться его должно только духовенство. Светские книги не включают в инвентарь своего «книжного богатства». Их читают единожды.
Потребность в чтении светской литературы удовлетворялась в этой среде почти исключительно через лубок; факты чтения литературных текстов единичны, при том, что в опросниках Тенишевского бюро содержались специальные вопросы на эту тему. Литературные тексты, перешедшие в лубочную письменность, подвергались существенному редактированию. Иногда оно сводилось к переводу на допетровскую орфографию с использованием кириллической азбуки и без разделения слов. Однако, по мнению А. Плетнёвой, письменный язык лубочных текстов следует рассматривать как особый письменный язык, испытывавший влияние как русского просторечия, так и церковнославянского языка. Во многих случаях невозможно определить языковую ориентацию конкретного текста, поскольку там присутствуют и русские, и славянские формы. Лубочные тексты, несомненно написанные на церковнославянском языке, отличаются от текстов, напечатанных Синодальной типографией.

## Русская народная культура и Мильтон

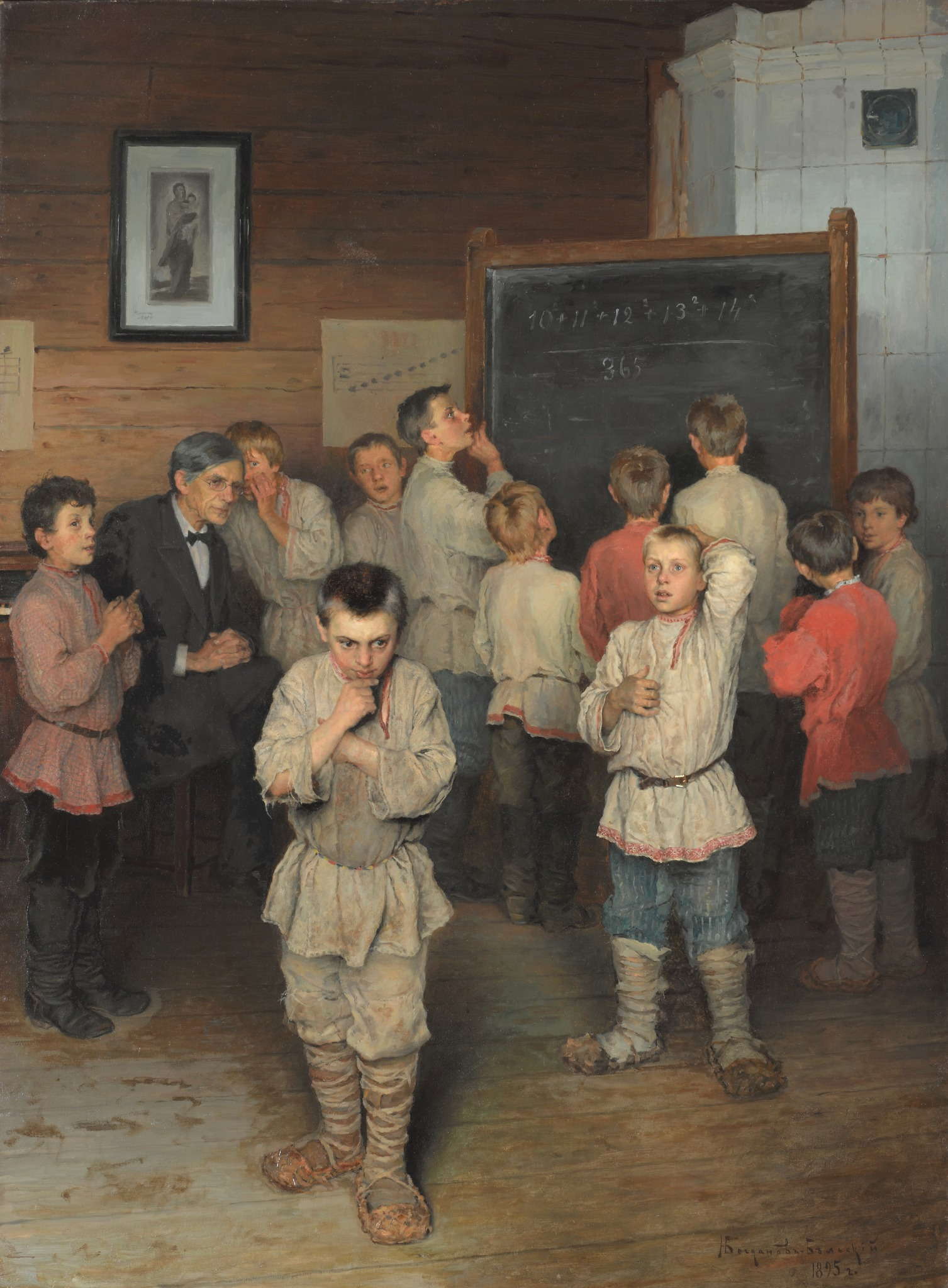
Н. Богданов-Бельский Устный счёт. В народной школе С. А. Рачинского

Религиозные лубки по-разному соотносятся с текстом славянского Писания. Последние могли воспроизводиться по разным изданиям, чаще всего — Московскому 1663 года и Елизаветинскому 1751 года, причём текст подвергался сокращению и редактированию. Библейские лубки в равной степени могут опираться на фольклорные источники, апокрифические тексты (Палея), агиографическую, дидактическую литературу и в последнюю очередь — беллетристическим текстам. Однако в лубках встречаются и тексты на библейские темы, относящиеся к русской литературе XVII—XIX веков, в первую очередь вирши Симеона Полоцкого и иллюстрации Библии М. Мериана, перепечатанные с подписями Мартына Нехорошевского.
Ко второй половине XIX века, по-видимому, относится единственный в своём роде лубок, в котором приводится как русский, так и английский текст маленького фрагмента V книги «Потерянного рая» Мильтона (на картинке показаны Адам и Ева). Адресат данного лубка совершенно неясен, поскольку крестьянам английский текст был ни к чему, однако в русском тексте отсутствуют знаки препинания и вообще он дан именно в народной орфографии.
Поэмы Мильтона в простонародной русской культуре занимали особое место. В списках крестьянских библиотек Этнографического бюро Тенишева поэмы Мильтона периодически упоминаются; С. А. Рачинский, основавший в своём имении народную школу, свидетельствовал о круге интересов своих воспитанников:

Имею случай много читать с ними, много говорить с ними о том, что они читают. Что же делать, если вся наша поддельная народная литература претит им, и мы принуждены обращаться к литературе настоящей, неподдельной? Если при этом оказывается, что Некрасов и Островский им в горло не лезут, а следят они с замиранием сердца за терзанием Брута, за гибелью Кориолана? Если мильтоновский сатана им понятнее Павла Ивановича Чичикова? («Потерянного рая» я и не думал заводить, они сами притащили его в школу).
В данной цитате речь идёт о прозаическом тексте эпопеи Мильтона, опубликованного в 1780 году с французского перевода префектом Московской Духовной академии Амвросием (Серебряниковым). В 1803 году, уже после его кончины, увидел свет и перевод «Возвращённого рая». Свидетельства о чтении в народной среде Мильтона приводится также в рассказе М. Горького «Нилушка» (из цикла «По Руси»).
Прозаические переводы Мильтона воспринимались крестьянской и мещанской аудиторией как очередной пересказ Священной Истории. Существует как минимум одно свидетельство конца XIX века о восприятия Мильтона именно в контексте благочестивого чтения. Н. М. Ежов в описании торговли на Сухаревке писал:

Вообще Сухаревка полезна для осторожного покупателя, но для простого народа, являющегося сюда купить «какую ни на есть книжицу для прочтения», Сухаревка весьма вредна. Я сам был свидетелем, как мужик купил «Потерянный и возвращенный рай», полагая, что приобрел «Молитвенник».
По мнению А. Плетнёвой, «корреляция „Потерянного рая“ с Молитвенником весьма показательна». Язык и стиль переводов XVIII века сильно отличались как от нормативного литературного языка, так и от церковного русского языка, на котором был осуществлён Синодальный перевод (практически не оказавший никакого влияния на лубочную литературу). Переиздание перевода Амвросия 1820 года было осуществлено типографии А. Семена в один год с «Краткой священной историей Ветхого и Нового Завета» Андрея Пеше, которая очень сильно повлияла на лубочную традицию. Мильтоновский перевод Амвросия перепечатывался до конца XIX века и чаще всего упоминается в обследованиях крестьянского быта. В лубочных текстах зафиксирован также перифраз первого псалма, выполненный М. В. Ломоносовым, который так и остался в русской народной культуре без имени автора, в то время как пересказ Мильтона сохранил имя автора и исконное название.